# 2-アミノフェノール
2-アミノフェノール (2-Aminophenol) は、化学式 C6H7NO で表される有機化合物である。異性体の4-アミノフェノールとともに、両性分子および還元剤である。染料と複素環化合物の合成試薬として有用である。わずかな親水性を反映して、アルコールに適度に溶け、熱水から再結晶することができる。

## 合成と構造
2-アミノフェノール (と異性体の4-アミノフェノール) は、種々の触媒の存在下で対応するニトロフェノールの水素による還元で得られる。ニトロフェノールは、鉄で還元することもできる。
この化合物は、隣接するアミノ基とヒドロキシル基が関与する分子内および分子間水素結合を示す。その結果、2-アミノフェノールは、同じくらいの分子量の他の化合物、例えば0-クレゾール (融点31 °C) に比べて比較的高い融点 (174 °C) を持つ。

## 応用
2-アミノフェノールにはいろいろの用途がある。還元剤として、白黒写真を現像するためにAtomalとOrtolの名前で販売されている。2-アミノフェノールは染料合成の中間体である。2-アミノフェノールはジアゾ化され、フェノール、ナフトール、または他の芳香族または共鳴染料種にカップリングされて金属錯体染料を生成するのに特に有用である。鈍い色調を生成するために、銅またはクロムを使用する金属錯体染料が一般的に使用される。三座配位子色素は、二座または単座の対応物よりも安定しているため、有用である。
アミノ基とヒドロキシル基が隣接しているため、2-アミノフェノールは容易に複素環を形成する。 ベンゾオキサゾールなどのこれらの複素環は、生物学的に活性であり、製薬業界で有用である。